# Gouvernement Ramaphosa III
Afrique du Sud
Ramaphosa II 
Le gouvernement Ramaphosa III est le gouvernement de l'Afrique du Sud dirigé par le président Cyril Ramaphosa (ANC) à partir du 30 juin 2024.

## Historique

### Élections générales de 2024

Résultats par provinces

Pour la première fois depuis la fin de l'apartheid et la première élection démocratique en 1994, à l'issue des élections générales sud-africaines de 2024, l'ANC ne remporte pas la majorité absolue avec seulement 40 % des voix. Ce résultat, qui constitue un revers historique pour l'ANC, reflèterait le souhait de changement de la population face aux scandales de corruption qui entachent l'ANC, aux mauvais résultats économiques du pays, ainsi qu'à la criminalité en forte hausse,. Principal parti d'opposition, l'Alliance démocratique de John Steenhuisen conserve la seconde place, mais le recul de l'ANC profite principalement au Umkhonto we Sizwe (MK) de l'ancien président Jacob Zuma, qui arrive troisième pour sa première participation à un scrutin national.
Outre le recul historique de l'ANC, les élections de 2024 aboutissent pour la première fois depuis 1924 à un parlement sans majorité, contraignant les formations politiques à s'entendre sur un gouvernement de coalition. En position de force pour diriger ce dernier, l'ANC se retrouve à devoir choisir entre une alliance avec la DA, l'EFF ou le MK. À la tête de l'opposition historique, la première réclame des réformes économiques incluant des privatisations, à l'opposé de la politique économique de l'ANC. À la gauche de l'ANC, l'EFF voit son dirigeant Julius Malema réitérer son intention de ne pas renoncer à une redistribution aux Noirs des terres des Blancs sur la base d'expropriations sans compensations. Principalement issu, en termes de dirigeants comme d'électorat, d'une scission de l'ANC, le MK est la formation la plus proche politiquement du gouvernement sortant, mais l'éventualité d'une alliance entre les deux partis souffre de l'inimitié personnelle entre leurs dirigeants, Cyril Ramaphosa et Jacob Zuma.

### Formation du gouvernement
Les cadres de l'ANC se réunissent le 31 mai pour décider de la suite des évènements. Le même jour, John Steenhuisen, déclare que la DA est disposée à former avec elle un gouvernement de coalition, tout en la conditionnant à une consultation préalable des autres membres de la Charte multipartite. Julius Malema en fait de même au nom de des EFF. Des négociations informelles s'ouvrent immédiatement avec ces deux partis, avant leur ouvertures officielle le 2 juin par le secrétaire général de l'ANC, Fikile Mbalula, qui assure que le gouvernement a entendu le « message clair » envoyé par les électeurs au parti. S'il assure que les résultats ont servi de « leçon d'humilité » pour l'ANC, l'éventualité d'un retrait de Cyril Ramaphosa de la présidence comme condition à une coalition est en revanche rejeté catégoriquement. Les négociations s'ouvrent en l'absence des représentants du MK en raison du rejet des résultats par le parti et son dirigeant, Jacob Zuma, qui en conteste la validité. Le MK boycotte ainsi les négociations, son porte parole Nhlamulo Ndhlela jugeant que la présence du parti reviendrait à légitimer la proclamation « illégale » des résultats,.
Deux jours plus tard, la direction de l'ANC conclut dans un document interne qu'une alliance avec la DA et le Parti Inkatha de la liberté (IFP), est préférable, rejetant la possibilité d'une alliance avec les EFF comme le MK. Le 5 juin, le porte parole du parti, Mahlengi Bhengu, annonce que des discussions sont toujours en cours avec la DA, les EFF et plusieurs petit partis, mais pas avec le MK, faute de « réponse positive »,. Ce dernier ne rejoint finalement les négociations que le lendemain, tandis qu'un des membres de la Charte multipartite, l'ActionSA, décide le même jour de la quitter par refus de se coaliser avec l'ANC. Le départ d'ActionSA fait ainsi passer le total de sièges des membres de la Charte de 119 à 113,.
L'IFP annonce ainsi le 13 juin être disposé à former une coalition avec l'ANC et la DA, ouvrant la voie à un déblocage de la situation. Le même jour, les partis s'accordent sur les « principes fondamentaux » du nouveau gouvernement,.
L'accord rendu public le 14 juin voit la conclusion d'une coalition réunissant l'ANC, la DA, l'IFP et l'Alliance patriotique (PA), soit tout juste à temps pour la session inaugurale de la nouvelle législature, qui se tient le même jour,.

### Réélection de Ramaphosa
Soutenu par la quasi-totalité de l'assemblée à l'exception des députés des Combattants pour la liberté économique (EFF), qui soutiennent la candidature de Julius Malema, ainsi que de ceux du Umkhonto we Sizwe (MK) de Jacob Zuma, qui boycottent la séance, Cyril Ramaphosa est réélu à la présidence avec 86 % des voix lors de l'élection présidentielle sud-africaine de 2024. Julius Malena reconnait immédiatement sa défaite, avant de féliciter le vainqueur. La cérémonie d'investiture de Cyril Ramaphose intervient le 19 juin,.
Il forme le 30 juin le gouvernement Ramaphosa III composé de 32 ministres dont 20 du Congrès national africain, 6 de l'Alliance démocratique, 2 du Parti Inkatha de la liberté, et un chacun de l'Alliance patriotique, du Front de la liberté, du Congrès panafricain d'Azanie  et du Good.

## Composition
- Par rapport au gouvernement Ramaphosa II, les nouveaux ministres sont indiqués en gras, ceux ayant changé d'attributions en italique.

| Fonction                                                                                            | Titulaire | Titulaire                | Parti |
| --------------------------------------------------------------------------------------------------- | --------- | ------------------------ | ----- |
| Président de la République                                                                          |           | Cyril Ramaphosa          | ANC   |
| Vice-président de la République                                                                     |           | Paul Mashatile           | ANC   |
| Ministre des Affaires intérieures                                                                   |           | Leon Schreiber           | DA    |
| Ministre des Relations internationales et de la Coopération                                         |           | Ronald Lamola            | ANC   |
| Ministre de l'Agriculture                                                                           |           | John Steenhuisen         | DA    |
| Ministre de la Réforme agraire et du Développement rural                                            |           | Mzwanele Nyhontso        | ANC   |
| Ministre du Commerce, de l'Industrie et de la Concurrence                                           |           | Parks Tau                | ANC   |
| Ministre des Communications et des Technologies numériques                                          |           | Solly Malatsi            | DA    |
| Ministre de la Défense et des Anciens combattants                                                   |           | Angie Motshekga          | ANC   |
| Ministre du Développement des Petites entreprises                                                   |           | Stella Ndabeni-Abrahams  | ANC   |
| Ministre du Développement humain                                                                    |           | Mmamoloko Kubayi-Ngubane | ANC   |
| Ministre du Développement social                                                                    |           | Sisisi Tolashe           | ANC   |
| Ministre de l'Éducation de base                                                                     |           | Siviwe Gwarube           | DA    |
| Ministre de l'Emploi et du Travail                                                                  |           | Nomakhosazana Meth       | ANC   |
| Ministre de l'Électricité                                                                           |           | Kgosientsho Ramokgopa    | ANC   |
| Ministre de l'Énergie et des Ressources minières                                                    |           | Gwede Mantashe           | ANC   |
| Ministre de l'Enseignement supérieur                                                                |           | Nobuhle Nkabane          | ANC   |
| Ministre de la Science et de la Technologie                                                         |           | Blade Nzimande           | ANC   |
| Ministre de l'Environnement, des Forêts et des Pêches                                               |           | Dion George              | DA    |
| Ministre des Finances                                                                               |           | Enoch Godongwana         | ANC   |
| Ministre de la Gouvernance coopérative et des Affaires traditionnelles                              |           | Velenkosini Hlabisa      | IFP   |
| Ministre de l'Eau et de l'Assainissement                                                            |           | Pemmy Majodina           | ANC   |
| Ministre des Services publics et de l'Administration                                                |           | Mzamo Buthelezi          | IPP   |
| Ministre de la Justice                                                                              |           | Thembi Nkadimeng         | ANC   |
| Ministre des Services pénitentiaires                                                                |           | Pieter Groenewald        | FF+   |
| Ministre de la Police                                                                               |           | Senzo Mchunu             | ANC   |
| Ministre de la Présidence                                                                           |           | Khumbudzo Ntshavheni     | ANC   |
| Ministre de la Présidence pour les Femmes, de la Jeunesse et des Personnes en situation de handicap |           | Sindisiwe Chikunga       | ANC   |
| Ministre de la Présidence pour le Plan                                                              |           | Maropene Ramokgopa       | ANC   |
| Ministre de la Santé                                                                                |           | Aaron Motsoaledi         | ANC   |
| Ministre des Sports, des Arts et de la Culture                                                      |           | Gayton McKenzie          | PA    |
| Ministre du Tourisme                                                                                |           | Patricia de Lille        | Good  |
| Ministre des Transports                                                                             |           | Barbara Creecy           | ANC   |
| Ministre des Travaux publics et des Infrastructures                                                 |           | Dean Macpherson          | DA    |

- Plusieurs ministres adjoints (ou vice-ministre) sont également nommés :

| Fonction                                                                     | Titulaire | Titulaire                              | Parti |
| ---------------------------------------------------------------------------- | --------- | -------------------------------------- | ----- |
| Vice-ministres à la présidence                                               |           | Nonceba Mhlauli Kenneth Morolong       | ANC   |
| Vice-ministre de l'Agriculture                                               |           | Rosemary Nokuzola Capa                 | ANC   |
| Vice-ministre du Développement rural et de la Réforme agraire                |           | Stanley Mathabatha                     | ANC   |
| Vice-ministres du Commerce et de l'Industrie                                 |           | Zuko Godlimpi                          | ANC   |
| Vice-ministres du Commerce et de l'Industrie                                 |           | Andrew Whitfield                       | DA    |
| Vice-ministres des Communications et des Technologies digitales              |           | Mondli Gungubele                       | ANC   |
| Vice-ministre de la Défense et des Vétérans                                  |           | Richard Mkhungo                        | ANC   |
| Vice-ministre de la Défense et des Vétérans                                  |           | Bantu Holomisa                         | UDM   |
| Vice-ministre du Développement social                                        |           | Ganief Hendricks                       | ALJ   |
| Vice-ministre à l'Éducation de base                                          |           | Reginah Mhaule                         | ANC   |
| Vice-ministre de l'Éducation supérieure et des Technologies                  |           | Buti Manamela                          | ANC   |
| Vice-ministre de l'Éducation supérieure et des Technologies                  |           | Mimmy Gondwe                           | DA    |
| Vice-ministre des Sciences                                                   |           | Nomalungelo Gina                       | ANC   |
| Vice-Ministre des Entreprises publiques                                      |           | Phumulo Masualle                       | ANC   |
| Vice-ministre de l'Environnement, des Forêts et des Pêches                   |           | Bernice Swarts                         | ANC   |
| Vice-ministre de l'Environnement, des Forêts et des Pêches                   |           | Narend Singh                           | IFP   |
| Vice-ministre des Finances                                                   |           | David Masondo                          | ANC   |
| Vice-ministre des Finances                                                   |           | Ashor Sarupen                          | DA    |
| Vice-Ministres de la Gouvernance coopérative et des Affaires traditionnelles |           | Dickson Masemola Zolile Burns‐Ncamashe | ANC   |
| Vice-ministre de l'Intérieur                                                 |           | Njabulo Nzuza                          | ANC   |
| Vice-ministre de la Justice et du Développement constitutionnel              |           | Andries Nel                            | ANC   |
| Vice-ministre de la Police                                                   |           | Cassel Mathale Polly Boshielo          | ANC   |
| Vice-ministres des Relations internationales et de la Coopération            |           | Thandi Moraka Alvin Botes              | ANC   |
| Vice-ministre de l'Électricité                                               |           | Samantha Graham                        | DA    |
| Vice-ministre des Ressources minières et de l'Énergie                        |           | Judith Tshabalala                      | ANC   |
| Vice-ministre de la Santé                                                    |           | Joe Phaahla                            | ANC   |
| Vice ministre des Services correctionnels                                    |           | Lindiwe Ntshalintshali                 | ANC   |
| Vice-ministre de la Sécurité de l'État                                       |           | Zizi Kodwa                             | ANC   |
| Vice-ministre du Sport, des Arts et de la Culture                            |           | Peace Mabe                             | ANC   |
| Vice-ministre du Tourisme                                                    |           | Maggie Sotyu                           | ANC   |
| Vice-ministre du Travail et de l'Emploi                                      |           | Jomo Sibiya Phumzile Mgcina            | ANC   |
| Vice-ministre des Travaux publics et des infrastructures                     |           | Sihle Zikalala                         | ANC   |
| Vice-ministre du Développement humain                                        |           | Tandi Mahambehlala                     | ANC   |
| Vice-ministre du Plan                                                        |           | Seiso Mohai                            | ANC   |
| Vice-ministre des Services publics                                           |           | Pinky Kekana                           | ANC   |
| Vice-ministre des Petites entreprises                                        |           | Jane Sithole                           | DA    |
| Vice-ministre des Transports                                                 |           | Mkhuleko Hlengwa                       | IFP   |
| Vice-ministre de l'Eau                                                       |           | David Mahlobo                          | ANC   |
| Vice-ministre de l'Eau                                                       |           | Sello Seitlholo                        | DA    |
| Vice-ministre des Femmes                                                     |           | Steve Letsike                          | ANC   |